# إيرني كاربنتر
إيرني كاربنتر (بالإنجليزية: Ernie Carpenter)‏ هو عازف كمان ‏ أمريكي، ولد في 10 أبريل 1907 في ساتون في الولايات المتحدة، وتوفي في 23 يناير 1997.